# U.S. Pro Tennis Championships 1999 - Qualificazioni doppio
Le qualificazioni del doppio  dell'U.S. Pro Tennis Championships 1999 sono state un torneo di tennis preliminare per accedere alla fase finale della manifestazione. I vincitori dell'ultimo turno sono entrati di diritto nel tabellone principale. In caso di ritiro di uno o più giocatori aventi diritto a questi sono subentrati i lucky loser, ossia i giocatori che hanno perso nell'ultimo turno ma che avevano una classifica più alta rispetto agli altri partecipanti che avevano comunque perso nel turno finale.
Le qualificazioni del doppio del torneo U.S. Pro Tennis Championships 1999 prevedevano 4 coppie partecipanti di cui una è entrata nel tabellone principale.

## Teste di serie
1. Ali Hamadeh /  Sargis Sargsian (Qualificati)

1. Wynn Criswell /  Kyle Spencer (ultimo turno)

## Qualificati
1. Ali Hamadeh  /   Sargis Sargsian

## Tabellone

### Legenda
| - Q = Qualificato - WC = Wild card - LL = Lucky loser | - ALT = Alternate - SE = Special Exempt - PR = Protected Ranking | - w/o = Walkover - r = Ritirato - d = Squalificato |

|  | Primo turno | Primo turno                 | Primo turno                 | Primo turno | Primo turno |  |  | Ultimo turno | Ultimo turno                | Ultimo turno                | Ultimo turno | Ultimo turno |  |
|  |             |                             |                             |             |             |  |  |              |                             |                             |              |              |  |
|  | 1           | Ali Hamadeh Sargis Sargsian | Ali Hamadeh Sargis Sargsian | 6           | 6           |  |  |              |                             |                             |              |              |  |
|  |             | Sláva Doseděl Tomáš Krupa   | Sláva Doseděl Tomáš Krupa   | 4           | 3           |  |  | 1            | Ali Hamadeh Sargis Sargsian | Ali Hamadeh Sargis Sargsian | 6            | 6            |  |
|  | 2           | Wynn Criswell Kyle Spencer  | Wynn Criswell Kyle Spencer  | 6           | 7           |  |  | 2            | Wynn Criswell Kyle Spencer  | Wynn Criswell Kyle Spencer  | 2            | 4            |  |
|  |             | Mitty Arnold Ashley Ford    | Mitty Arnold Ashley Ford    | 2           | 6           |  |  |              |                             |                             |              |              |  |